# Медичи, Лукреция (1470—1553)
Лукре́ция Ме́дичи (итал. Lucrezia de’ Medici), или Лукре́ция Мари́я Ро́мола Ме́дичи (итал. Lucrezia Maria Romola de’ Medici), она же Лукре́ция, дочь Лоре́нцо Ме́дичи (итал. Lucrezia di Lorenzo de’ Medici; 4 августа 1470, Флоренция, Флорентийская республика — 15 ноября 1553, Флоренция, Флорентийское герцогство) — аристократка из дома Медичи, дочь главы Флорентийской республики Лоренцо Великолепного. Сестра папы Льва X. Бабка папы Льва XI и Козимо I, герцога Флорентийского, первого великого герцога Тосканы.

## Биография

### Семья и ранние годы
Лукреция Медичи родилась во Флоренции 4 августа 1470 года. В крещении она получила имена Лукреции Марии Ромолы. Лукреция была первым ребёнком и старшей дочерью в многодетной семье Лоренцо Великолепного и Клариче Орсини. По отцовской линии она приходилась внучкой Пьеро Подагрику, главе Флорентийской республики и Лукреции Торнабуони, религиозной поэтессе, в честь которой получила своё главное имя. По материнской линии была внучкой Джакомо Орсини, владельца Монтеротондо и Магдалины Орсини. Родным братом Лукреции был римский папа Лев X.
Она получила хорошее образование. Её учителем был знаменитый поэт и гуманист Анджело Амброджини, по прозвищу Полициано. В дальнейшем большое влияние на личность Лукреции оказал проповедник и монах-доминиканец Джироламо Савонарола. Уже в раннем детстве родители стали подыскивать ей достойного супруга. В 1474 году кардинал Джулиано делла Ровере посватал её за своего брата Джованни делла Ровере, но получил отказ. Лоренцо Великолепный думал выдать старшую дочь замуж за представителя одной из влиятельных флорентийских семей. Таким образом он надеялся укрепить положение дома Медичи во Флоренции. После провалившегося заговора Пацци, в знак примирения с домом Сальвиати — семьёй одного из казнённых заговорщиков, 10 сентября 1481 года Лукреция была обручена с Якопо, наследником банкира Джованни Сальвиати и Елены Магдалины Гонди-Буондельмонти. Об обручении официально объявили 12 сентября 1482 года. Приданое невесты составило две тысячи флоринов.

### Брак и потомство
Церемония бракосочетания Лукреции и Якопо Сальвиати прошла во Флоренции 10 сентября 1486 года (по другим данным в феврале или сентябре 1488 года). Брак с ней обеспечил быстрый карьерный рост её супругу. Выйдя замуж, она предпочитала подолгу гостить в доме родителей, ухаживая за ними до самой их смерти.
Она родила супругу тринадцать или двенадцать детей, из которых десять достигли совершеннолетия — шестеро сыновей и четыре дочери:
- Джованни[итал.] (24.3.1490 — 28.10.1553), кардинал с 1517 года, кардинал-епископ Альбано с 1543 года;
- Лоренцо (8.7.1492 — 16.7.1539), сенатор и меценат, в 1514 году сочетался браком с Констанцией Конти;
- Пьеро, кавалер Ордена госпитальеров святого Иоанна Иерусалимского, сочетался браком с Екатериной Паллавичини;
- Елена (1495 — 1552), сочеталась первым браком с маркграфом Паллавичино Паллавичино, вторым браком — с князем Якопо V д’Аппиано;
- Баттиста (1498 — 1524), сочетался браком с Констанцией Барди;
- Мария (17.7.1499 — 29.12.1543), в 1516 году сочеталась браком с кондотьером Джованни Медичи (1498 — 1526), известным под прозвищем «Джованни, Чёрные Полосы»; их сын Козимо стал первым великим герцогом Тосканским;
- Луиза, сочеталась браком с Сиджизмондо II де Луна[итал.], графом Кальтабеллота;
- Франческа[итал.] (род. 23.8.1504 — дата смерти неизвестна), сочеталась первым браком с Пьеро Гвальтеротти,  вторым браком — с Оттавиано Медичи[итал.]; их сын Алессандро Оттавиано стал римским папой под именем Льва XI;
- Бернардо (1508 — 6.5.1568), кардинал с 1561 года, приор Ордена госпитальеров святого Иоанна Иерусалимского;
- Аламанно (1510 — 1571), сочетался браком с Констанцией Серристори.

Большое внимание Лукреция уделяла воспитанию и образованию детей. Две её дочери были отданы ею на воспитание блаженной Елизавете Сальвиати, монахине-камальдулке и аббатисе монастыря святого Иоанна Богослова в Больдроне. Не меньшее значение она придавала матримониальным связям детей с домом Медичи; дочь Марию выдала замуж за своего воспитанника Джованни, сына Джованни Пополано и Катерины Сфорца, которого подростком взяла под опеку, после того, как он осиротел. Устроила брак другой дочери, овдовевшей Франчески с вдовцом Оттавиано, представителем боковой ветви дома Медичи. Стремясь укрепить позиции дома Медичи в апостольской столице, Лукреция помогла старшему сыну Джованни получить сан кардинала, а другого сына, Лоренцо женила на представительнице римского нобилитета.

### До и после вдовства
Даже в браке Лукреция никогда не забывала о том, что она Медичи. Поддерживала тесное общение со всеми своими братьями и сёстрами, особенно после изгнания семьи Медичи из Флоренции, несмотря на то, что её муж был на стороне их противников. В августе 1497 года она заплатила три тысячи дукатов для осуществления переворота, который позволил бы её брату Пьеро Несчастливому вернуть власть над городом. Заговор провалился и его участники были убиты, все, кроме неё. Лукреция была арестована и подвергнута пытке верёвкой. Но Франческо Валори, глава Флорентийской республики не посмел казнить заговорщицу, опасаясь мести со стороны её сторонников из числа поклонников Джироламо Савонаролы, и отпустил на свободу. Тем не менее, Лукреция продолжила действовать в интересах своей семьи. Вопреки желанию оппонентов, опасавшихся усиления дома Медичи, она начала переговоры о браке кондотьера Филиппо Строцци с племянницей Клариче, дочерью изгнанного брата. Когда в 1512 году во главе Флорентийской республики встал её брат Джулиано, он сделал Лукрецию своей советницей.
После избрания римским папой её младшего брата Джованни в марте  1513 года, Лукреция, вместе с братьями и сёстрами устроила праздник во Флоренции. Во время торжеств все горожане получили от семьи Медичи подарки и щедрую милостыню. В том же году она переехала в Рим, куда её муж был назначен послом Флорентийской республики при Святом Престоле. Здесь они поселились во дворце Медичи, ныне палаццо Мадама. Уже в 1514 году брату-понтифику, который вёл расточительный образ жизни, пришлось заложить папскую тиару, чья стоимость оценивалась в сорок четыре тысячи дукатов, у старшей сестры и её мужа. В это же время у Лукреции произошла ссора с Альфонсиной Орсини, вдовой брата Пьеро Несчастливого, которая пыталась сделать своего сына Лоренцо герцогом Флоренции. Тогда Лукреция поддержала республиканскую форму правления. Она использовала влияние на сановитых родственников исключительно в интересах семьи. Старший сын, ставший кардиналом по протекции дяди-понтифика, помог приобрести ей в Риме и его окрестностях ряд зданий и территорий, что в дальнейшем позволило сохранить положение дома Медичи при Святом Престоле и после смерти папы Льва X, который скончался у неё на руках.
В 1520 — 1530-х годах Лукреция много благотворила церквям и монастырям во Флоренции и Риме. На её пожертвование была построена часовня, ставшая родовой усыпальницей семьи Медичи в Риме. Она поддерживала служение святого Филиппа Нери, который заботился о беспризорниках в апостольской столице, и состояла в переписке с Никколо Макиавелли. Покровительствовала поэту и музыканту Джироламо Бенивьени, вместе с которым обратилась к брату, римскому папе Льву X с просьбой позволить перенести останки Данте Алигьери из Равенны, где он умер, во Флоренцию, в которой поэт родился.
Лукреция выступила против брака племянницы Екатерины, дочери брата Лоренцо, герцога Урбинского с Генрихом, герцогом Орлеанским, будущим королём Франции под именем Генриха II, так, как считала, что династические браки семьи Медичи необходимо заключать с представителями итальянской аристократии. Однако её кузен, папа Климент VII нуждался в этом браке и настоял на своём. Она бежала из Рима во время его разграбления войсками Священной Римской империи под командованием императора Карла V. С мая по июнь 1527 года Лукреция находилась в Венеции, куда прибыли и другие представители дома Медичи, а затем вернулась в Рим, где в декабре к ней присоединился супруг, бежавший из плена. По другой версии, он был ею выкуплен. Когда представители дома Медичи стали Флорентийскими герцогами, муж Лукреции и старший сын-кардинал выступили в поддержку республики. Она, напротив, поддержала Алессандро, первого герцога Флоренции из дома Медичи, а он, в свою очередь, помог ей устроить брак младшего сына Аламанно.
6 сентября 1533 года умер муж Лукреции. Став вдовой, она возглавила банкирский дом Сальвиати и успешно вела финансовые дела семьи в Риме и Флоренции. Но в 1538 году папа Павел III изгнал семью Медичи и их родственников из Рима, решив таким образом имущественный спор между ними и своими родственниками. Ещё до изгнания Лукреция завещала похоронить себя в церкви Санта-Мария-сопра-Минерва. Она умерла в глубокой старости 10 или 15 ноября 1553 года во Флоренции (согласно другим источникам в декабре того же года в Риме).